# Бореци
Бореци (словен. Boreci) су насељено место у општини Крижевци, Помурска регија, Словенија.

## Историја
До територијалне реорганизације у Словенији био је у саставу старе општине Љутомер.

## Становништво
У попису становништва из 2011. године, Бореци је имао 289 становника.
| Број становника према пописима | Број становника према пописима | Број становника према пописима |
| ------------------------------ | ------------------------------ | ------------------------------ |
| 1991                           | 2002                           | 2011                           |
| 297                            | 286                            | 289                            |

Напомена: Године 1986. умањено за део насеља који је припојен насељу Крижевци при Љутомеру.